# Camillia Berra
Camillia Berra, née le 2 décembre 1994 à Champéry, est une skieuse acrobatique suisse spécialisée dans les épreuves de slopestyle.

## Carrière sportive
Camillia Berra hérite du goût pour le ski très tôt alors que son père faisait partie de l’équipe nationale suisse de ski. Alors membre de Ski Valais, elle interrompt le ski-alpin lorsqu’elle est junior pour s’adonner au basket-ball pendant quatre ans. Elle s’initie alors au ski slopestyle en accompagnant de temps à autre le frère de sa meilleure amie, qui pratiquait déjà cette discipline.

## Palmarès
2014
- 7e rang au classement général de la Coupe du Monde
- 12e de l’épreuve de ski slopestyle aux Jeux Olympiques d'hiver de Sotchi
- 1re à Oberthal bei Zäziwil
- 6e place en Coupe du monde à Breckenridge
- Championne suisse

2013
- 4e aux Championnats du monde de Freesytle-Junior